# Xenia ternatana
Xenia ternatana är en korallart som beskrevs av Schenk 1896. Xenia ternatana ingår i släktet Xenia och familjen Xeniidae. Inga underarter finns listade i Catalogue of Life.